# Wilhelm August Lampadius

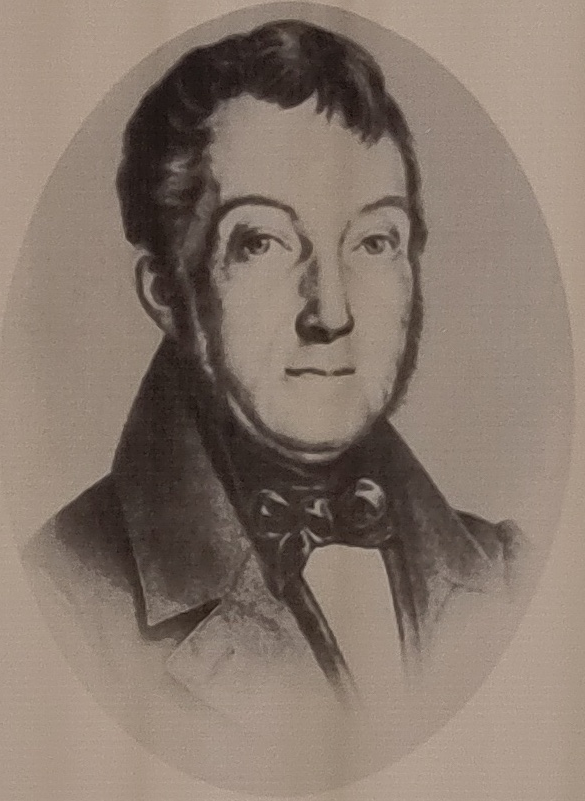
Wilhelm August Lampadius

Wilhelm August Eberhard Lampadius (* 8. August 1772 in Hehlen, Fürstentum Braunschweig-Wolfenbüttel; † 13. April 1842 in Freiberg, Königreich Sachsen) war ein deutscher Hüttentechniker, Chemiker und Agronom sowie Hochschullehrer.

## Leben und Wirken

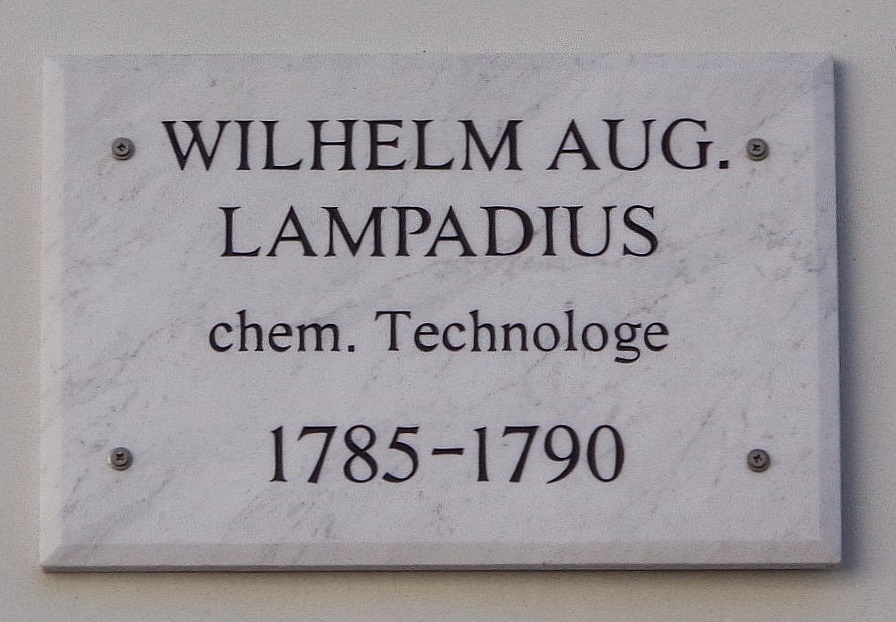
Göttinger Gedenktafel für Lampadius an der Rats-Apotheke Göttingen

Wilhelm Lampadius, ein Nachfahre des Staatsmannes Jakob Lampe (latinisiert Jakob Lampadius), verlor im Alter von fünf Jahren seinen Vater und wuchs bei Verwandten auf. Er zeigte schon als Kind ein auffälliges Interesse für die Vorgänge in der Natur. Im Jahre 1785 ließ er sich in der Göttinger Ratsapotheke zum Apotheker ausbilden, ab 1789 studierte er an der dortigen Universität. Zu seinen Lehrern zählten Johann Friedrich Gmelin und Georg Christoph Lichtenberg.
Im Jahr 1791 begleitete Lampadius den Grafen Joachim von Sternberg auf eine Forschungsreise nach Russland. Anschließend bekam er eine Anstellung als Chemiker im Eisenwerk des Grafen in Radnitz (Böhmen). Lampadius kam 1793 an die Bergakademie Freiberg, wo er 1794 als Nachfolger von Christlieb Ehregott Gellert die Professur für Chemie und Hüttenkunde übernahm. Im Jahr 1796 entdeckte er den Schwefelkohlenstoff. Zur gleichen Zeit richtete er das erste chemisch-metallurgische Praktikumslabor an der Bergakademie ein und bot als einer der ersten Kurse in Analytischer Chemie an.
Ab 1799 arbeitete Lampadius an der Erzeugung von Leuchtgas (Pfarrhaus Boffzen). 1811 brachte er an seinem Freiberger Wohnhaus eine Gaslaterne an – die erste ihrer Art auf dem europäischen Kontinent. Heute befindet sich an dieser Stelle eine Gedenktafel sowie eine Kopie der Laterne. 1816 richtete Lampadius im Amalgamierwerk Halsbrücke eine Anlage zur Leuchtgaserzeugung ein, die bis 1895 in Betrieb war.

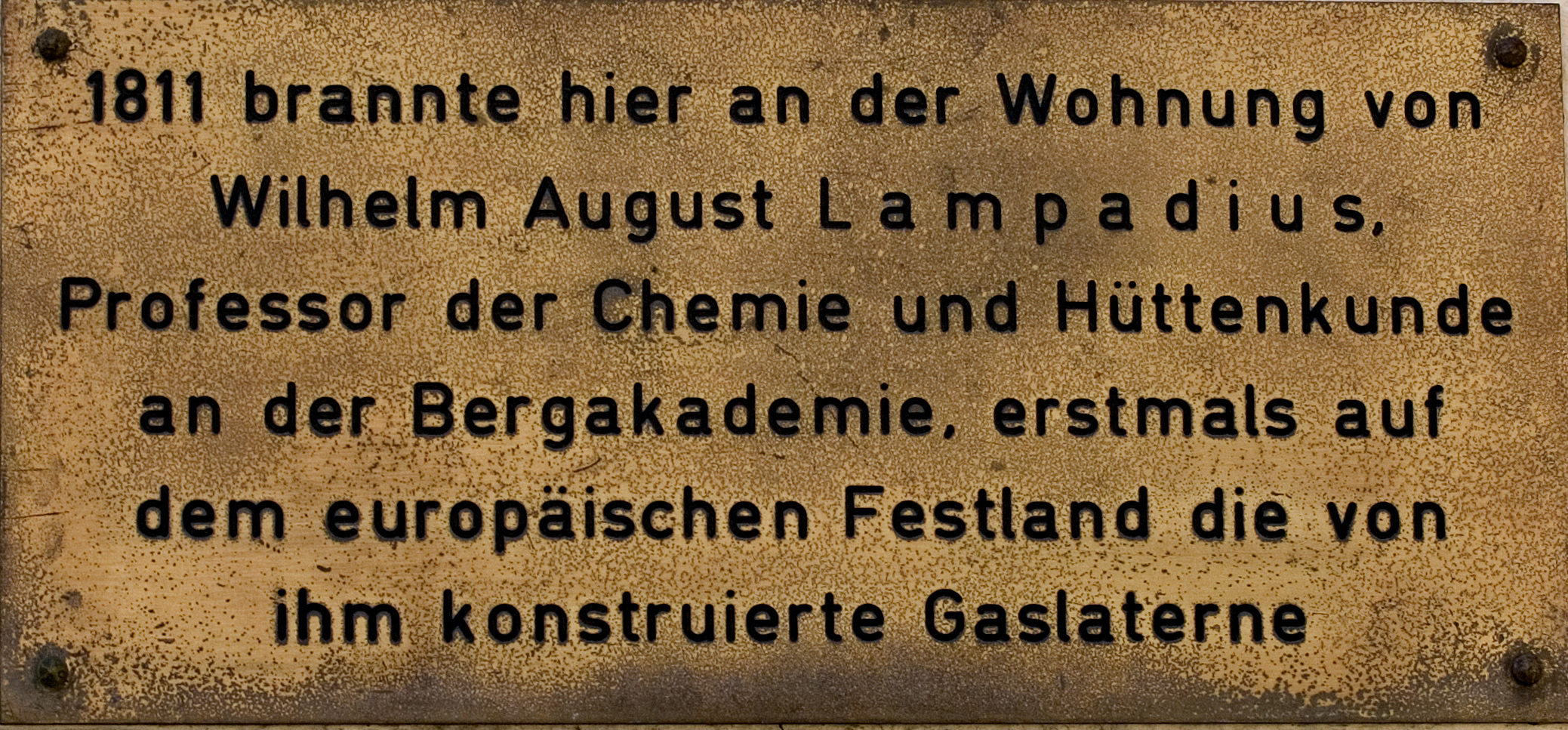
Gedenktafel
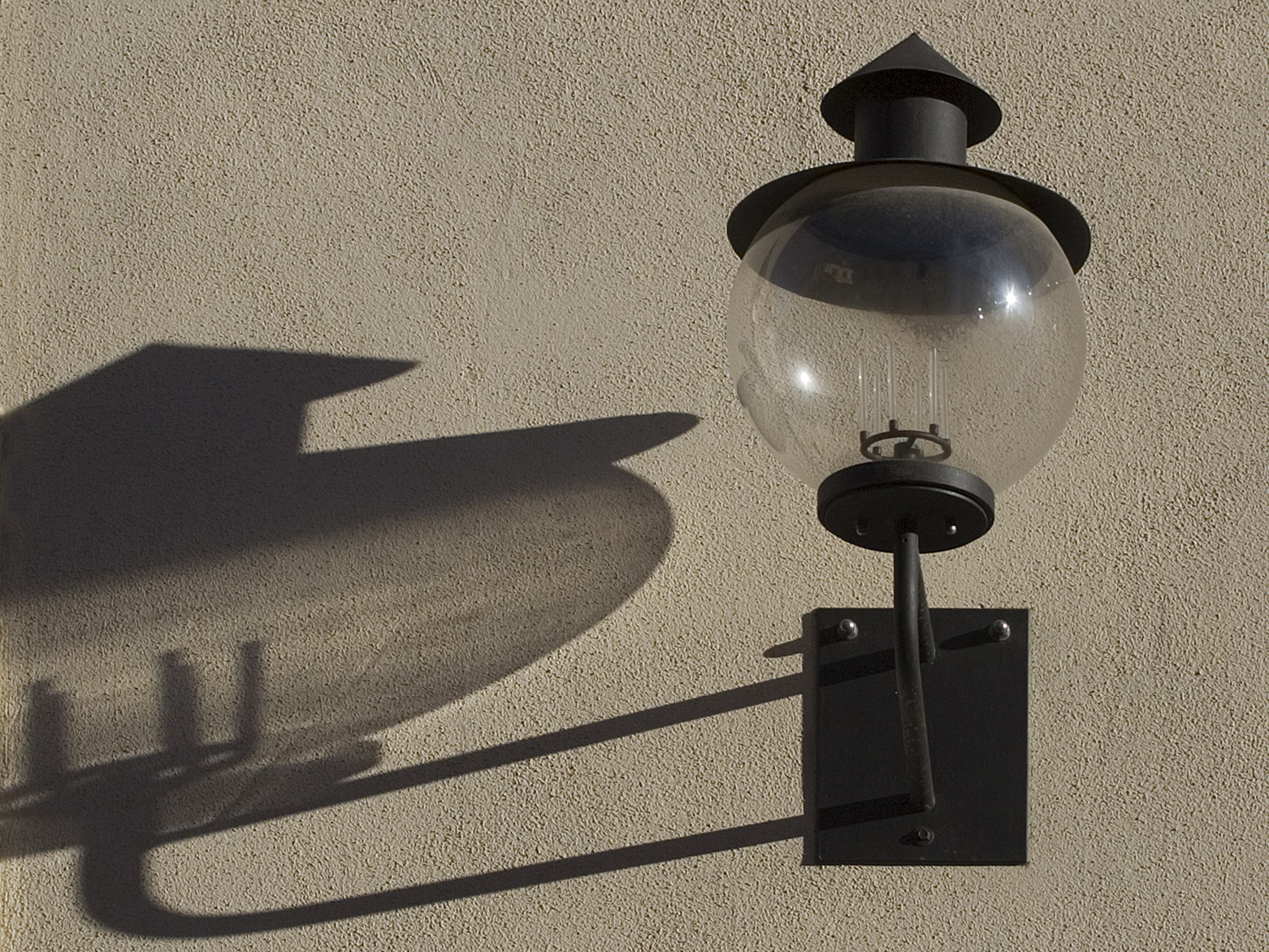
Nachbau der ersten Gaslaterne von Lampadius
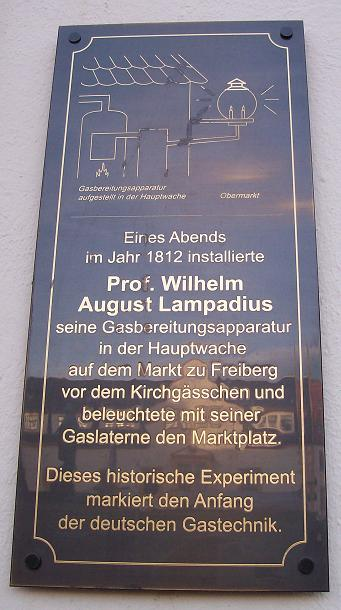
Hinweistafel an der Ecke Kirch-Gäßchen/Obermarkt in Freiberg

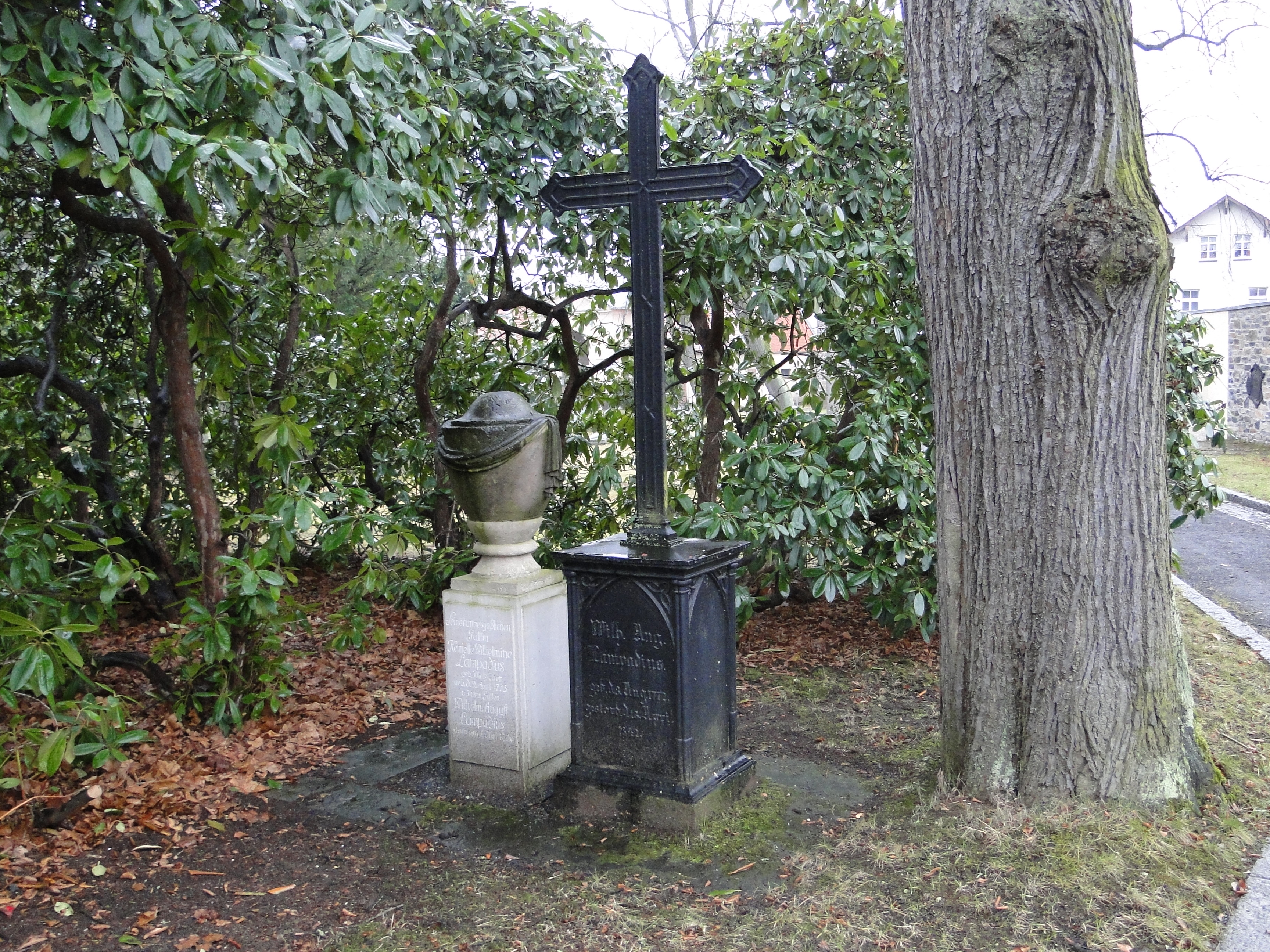
Grab von Wilhelm August Lampadius in Freiberg

Lampadius war ein vielseitiger Wissenschaftler. Er befasste sich auch mit der Meteorologie, mit der Gewinnung von Rübenzucker und der Herstellung künstlicher Düngemittel. Auf einem kleinen Versuchsgut führte er jahrzehntelang Anbauversuche mit landwirtschaftlichen Kulturpflanzen durch. Als erster setzte er Teer für die Erzeugung von Dachpappe ein. Besonderen Wert legte er auf die Verbindung von Theorie und Praxis auf seinen Gebieten.
Der philosophisch an Kant orientierte Lampadius war liberal eingestellt und musisch interessiert; er gründete in Freiberg einen ästhetischen Verein und hatte zahlreiche berühmte Besucher wie Goethe und Alexander von Humboldt. Er war Mitglied der Freiberger Freimaurerloge „Zu den drey Bergen“. Lampadius starb 1842 in Freiberg und wurde auf dem Donatsfriedhof beigesetzt. Zu seinen Nachfahren gehörte Adelgunde Heisterbergk, die 1939 den Historiker Richard Dietrich heiratete.

## Veröffentlichungen (Auswahl)

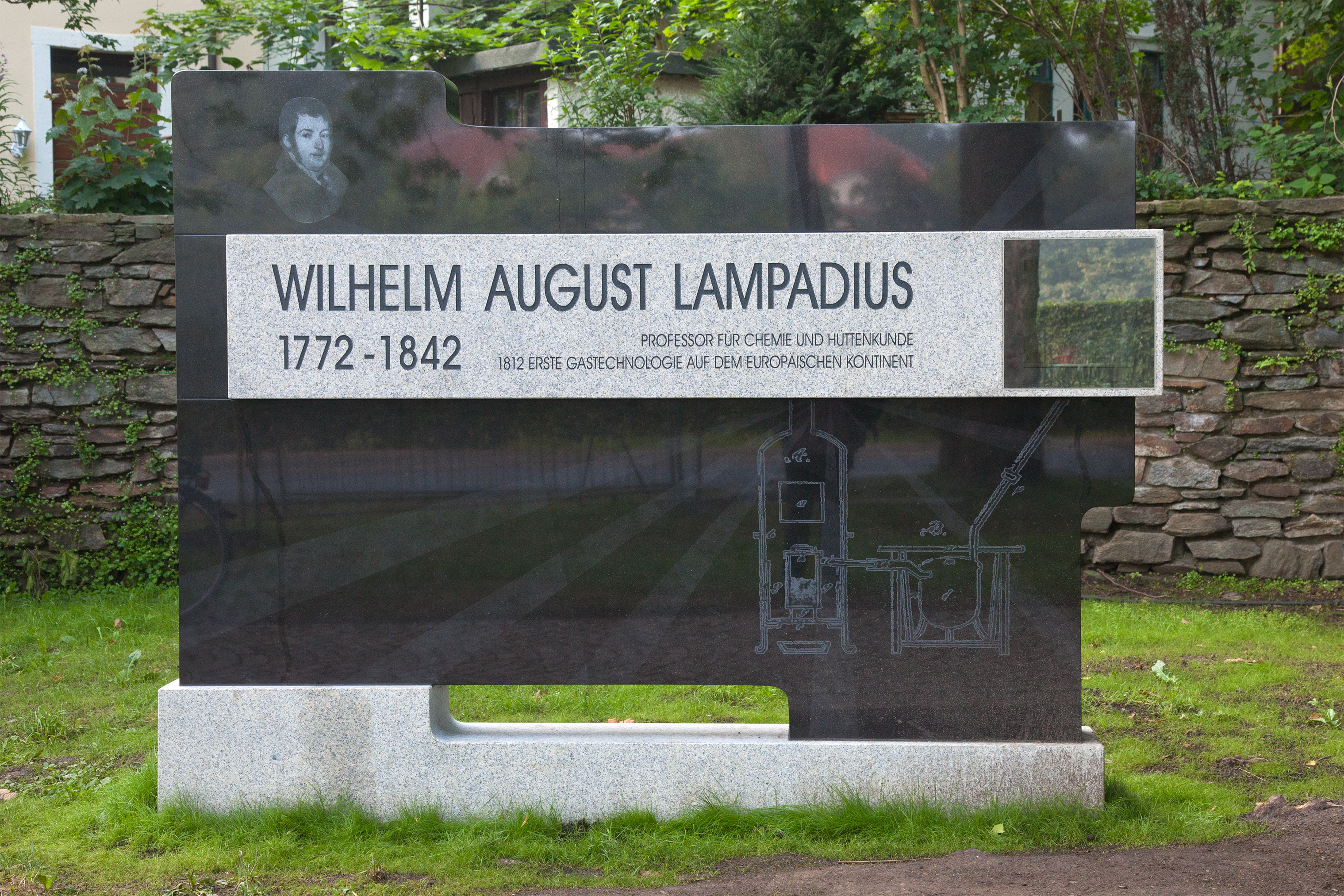
Denkmal in Freiberg

- Kurze Darstellung der vorzüglichsten Theorien des Feuers … Verlag Dieterich Göttingen 1793. (Digitalisat)
- Versuche und Beobachtungen über die Elektrizität und Wärme der Atmosphäre. Verlag Nicolai Stettin 1793. (Digitalisat)
- Sammlung praktisch-chemischer Abhandlungen und vermischter Bemerkungen, 3 Bde., Dresden und Göttingen 1795, 1797 u. 1800. (Digitalisate: Band 1, Band 2, Band 3)
- Erfahrungen über den Runkelrübenzucker … Verlag Craz Freiberg 1800.
- Handbuch zur chemischen Analyse der Mineralkörper. Verlag Craz Freiberg 1801. (Digitalisat)
- Handbuch der allgemeinen Hüttenkunde, in theoretischer und praktischer Hinsicht. 2 Bände in 5 Teilen, Verlag Dieterich Göttingen 1801–1810. 2. Aufl. 1817 u. 1818. – 2 Supplementbände 1818–1826.
- Systematischer Grundriß der Atmosphaerologie. Verlag Craz und Gerlach Freiberg 1806 (Digitalisat). – Nachtrag ebd. 1817.
- Grundriss der technischen Chemie … Verlag Craz und Gerlach Freiberg 1815. (Digitalisat)
- Grundriß der Elektrochemie. Verlag Craz und Gerlach Freiberg 1817. (Digitalisat)
- Beyträge zur Atmosphärologie. Craz & Gerlach, Freiberg 1817 (Digitalisat)
- Über den Schwefelalcohol. Craz & Gerlach, Freiberg 1826. (Digitalisat)
- Grundriss einer allgemeinen Hüttenkunde … Verlag Dieterich Göttingen 1827. (Digitalisat)
- Die Lehre von den mineralischen Düngemitteln … Verlag Barth Leipzig 1833. (Digitalisat)
- Die neuern Fortschritte im Gebiete der gesammten Hüttenkunde in Nachträgen zum Grundrisse der allgemeinen Hüttenkunde. Verlag Engelhardt Freiberg 1839. (Digitalisat)